# Forêt rare du Lac-du-Pasteur
La forêt rare du Lac-du-Pasteur est un écosystème forestier exceptionnel situé à La Tuque à une trentaine de kilomètres du noyau urbain. Cette petite aire protégée de 13 ha protège une pinède rouge, rare à l'ouest de l'Outaouais.

## Géographie
La forêt rare du Lac-du-Pasteur est située à une trentaine de kilomètres à l'ouest de La Tuque. Elle une superficie de 12,53 ha. La forêt est située sur le flanc ouest d'un dépôt d'épandage fluvioglaciaire profond et bien drainé.

## Flore
La forêt rare du Lac-du-Pasteur est une forêt équienne de pins rouges âgée d'environ 80 ans. Le tronc des arbres dominants mesure entre 30 et 40 cm et la hauteur moyenne est de 27 m. Bien que composée presque uniquement de pins rouges, on rencontre dans les strates inférieures des épinettes noires, des sapins baumiers et des bouleaux à papier. 
En sous-étage, on retrouve la dièreville chèvrefeuille, le kalmia à feuilles étroites et le bleuet fausse-myrtille. Parmi les espèces non-ligneuse, on rencontre la fougère-aigle, le quatre-temps, la clintonie boréale, la linnée boréale et quelques mousses, dont Pleurozium schreberi.